# Cahal Brandan Daly
Cahal Brandan Daly, irski rimskokatoliški duhovnik, škof in kardinal ter teolog in filozof, * 1. oktober 1917, Loughguile, † 31. december 2009, Belfast, Severna Irska.

## Življenjepis
22. junija 1941 je prejel duhovniško posvečenje. 
26. maja 1967 je bil imenovan za škofa Ardagha; škofovsko posvečenje je prejel 16. julija istega leta. Pozneje je bil imenovan še za škofa Down and Connorja (24. avgust 1982) in nadškofa Armagha (6. november 1990).
28. junija 1991 je bil povzdignjen v kardinala in imenovan za kardinal-duhovnika S. Patrizio. 1. oktobra 1996 se je upokojil.
21 let je bil tudi predavatelj sholastične filozofije na Kraljičini univerzi v Belfastu.